# ادی گریبون
ادی گریبون (انگلیسی: Eddie Gribbon؛ ‏ ۳ ژانویهٔ ۱۸۹۰ – ۲۸ سپتامبر ۱۹۶۵) بازیگر اهل ایالات متحده آمریکا بود.
از فیلم‌هایی که وی در آن نقش داشته است، می‌توان به راه گریزی ندارم، مالی ئو، سالومه در برابر شنندوا، بهشت مجردها، خفاش، چهارراه‌های نیویورک، دو هفته مرخصی، قهرمان یک شهر کوچک، پائین مزرعه و عشق، شرافت و سلوک اشاره کرد.